# شمعون بن جمالائيل الثاني
شمعون بن جمالائيل الثاني (بالعبرية :רבן שמעון בן גמליאל השני) هو معلم يهودي من الجيل الثالث ورئيس السنهدرين العظيم. كان ابن جمالائيل الثاني وأب يهوذا الأول (يهودا الناسي).

## سيرته
كان شمعون شابًا في بيتار عندما اندلعت ثورة بار كوخبا، ولكن عندما استولى الرومان على تلك القلعة تمكن من الفرار من المذبحة.
وكان في عائلته العديد من الأطفال، نصفهم تعلموا التوراة ، والنصف الآخر تعلموا الفلسفة اليونانية. يبدو أن شمعون نفسه كان متأثرًا بالفلسفة اليونانية؛ وهذا ربما يفسر إعلانه لاحقًا أن الكتاب المقدس لا يمكن كتابته إلا بالنص الأصلي وباللغة اليونانية. ويبدو أن شمعون قد درس العلوم الطبيعية أيضًا، حيث أن بعض أقواله تكشف عن معرفة علمية بطبيعة النباتات والحيوانات، بينما تتعلق أقوال أخرى بتشريح جسم الإنسان ووسائل تجنب المرض أو علاجه. ليس معروفًا من هم أساتذته في الهالاخاه؛ فهو ينقل أقوال يهوذا بن إيلاي، وربي مائير، وربي خوسيه بن حلفطة.
نُظمت الشؤون الداخلية اليهودية بشكل أكثر حزما في عهد شمعون بن جمالائيل، وبلغت البطريركية في عهده درجة من الشرف لم تكن معروفة من قبل. ويتجلى تواضعه الشخصي في أقواله لابنه يهوذا الأول (يهودا الناسي).

## تعاليمه
أشاد الحاخام يوحنان بمهارات شمعون في إصدار القرارات الهالاخية، كان سمعان يميل إلى التفسير المتساهل للشريعة، وكان يتجنب إضافة المزيد إلى الصعوبات المرتبطة بمراعاتها. ومن آرائه، حافظ على حوالي 30 رأيًا تتعلق بقواعد السبت و15 رأيًا تتعلق بالسنة السابعة، وأخذ دائمًا في الاعتبار التقليد الشائع، وكان غالبًا ما يؤكد أن القرار النهائي يجب أن يتبع التقليد الشائع. ويجب أيضًا أن تؤخذ عادات الفرد في الاعتبار.
في تشريعاته المتعلقة بالزواج، جعل من حماية حقوق وكرامة الزوجة قاعدة ثابتة على حساب حقوق وكرامة الزوج. لقد سعى إلى حماية العبيد وتأمين حقوق معينة لهم. ورأى أن إرادة المجتمع أكثر أهمية من مصالح وحقوق الفرد، ويجب التضحية بالأخيرة من أجل الأولى. وسعى بشكل خاص إلى الحفاظ على سلطة القضاة؛ ووفقًا لرأيه، يجب تأييد قرارات المحكمة القانونية، حتى لو حدث خطأ طفيف؛ وإلا فإن كرامتها ستعاني.
أثنى سمعان على السامريين لمراعاتهم الصارمة لوصايا التوراة التي اعترفوا بها أكثر من بني إسرائيل. ويعتقد شمعون أنه في كثير من الأماكن، يمكن فهم الكتاب المقدس مجازيًا وليس حرفيًا.